# León Febres-Cordero
Pour les articles homonymes, voir Cordero.
León Esteban Febres-Cordero Ribadeneyra (9 mars 1931 à Guayaquil en Équateur - 15 décembre 2008 à Guayaquil en Équateur) est un homme d'État équatorien, chef du Parti social-chrétien et président d'Équateur de l'Équateur de 1984 à 1988.

## Biographie
Son gouvernement développe une politique économique conservatrice, qui devient rapidement impopulaire en Équateur. Plusieurs des ministres affrontent des accusations de corruption. Une trentaine de fonctionnaires du gouvernement de Febres Cordero, chargé de la dette extérieure, du refinancement et de l'obtention de crédits, sont mis en cause dans une affaire de corruption. L'Usaid (Agence des États-Unis pour le développement international), leur remettait des pot-de-vins pour les inciter à prendre les décisions voulues par Washington.
Febres Cordero, allié proche de Ronald Reagan, est critiqué pour les violations des droits de l'homme durant son mandat, incluant des actes de tortures et des assassinats. Le président Rafael Correa crée une commission destiné à étudier les cas de violation des droits de l'homme, notamment ceux commis durant la présidence de Febres Cordero.
Il est maire de Guayaquil de 1992 à 2000 (2 mandats). Il se rapproche un moment du président Lucio Gutiérrez (2003-2005), puis se retourne contre lui et contribue à sa destitution.
León Febres-Cordero, fumeur, est décédé en 2008 d'un cancer du poumon.